# Puntar
Puntar je izraz koji je nastao u 19. stoljeću, u doba nacionalnih buđenja. Odnosio se na pristaše ujedinjenja pokrajine Dalmacije s ostatkom Hrvatske. Obje su bile austro-ugarske carske pokrajine. Ima dva značenja, dolazi od njemačke riječi bund - savez, i/ili riječi Punat, buntovnik, vojnik. 